# Шоколадна війна (роман)
Шоколадна війна (англ. The Chocolate War) — роман відомого американського письменника Роберта Корм'є, вийшов в 1974 році, перший роман однойменної ділогії. В основі роману — реальна історія, що відбулася з сином автора, коли той навчався в школі.
В романі підіймаються питання психології перетворення звичайних підлітків на натовп.

## Сюжет
Події відбуваються в американській католицькій школі, в якій, за традицією, учні беруть участь у розпродажах шоколаду. На поточний рік планується збільшити розпродаж, але чотирнадцятирічний Джеррі Рено відмовляється продавати шоколад. З цього починається протистояння, в яке втягнулися викладачі, учні та таємне шкільне товариство Вартових...

## Реакція
Роман був захоплено прийнятий критикою. Його порівнювали з «Володарем мух» Вільяма Голдінга, а в шкільному середовищі книга викликала бурхливі дискусії і, незважаючи на опір частини вчителів, була включена до шкільної програми США.
У 1988 році роман був екранізований.